# Robbie Gould
Robert Paul "Robbie" Gould III (født 6. december 1981 i Jersey Shore, Pennsylvania, USA) er en amerikansk footballspiller, der spiller i NFL som place kicker for San Francisco 49'ers. Han spillede fra 2005-2015 i Chicago Bears, i 2016 spillede han i New York Giants og har siden 2017 for San Francisco 49'ers.
Gould var en del af det Chicago Bears-hold, der i 2007 nåede frem til Super Bowl XLI, hvor man dog måtte se sig besejret af Indianapolis Colts. En enkelt gang, i 2006, er han desuden blevet udtaget til Pro Bowl, NFL's All Star-kamp.

## Klubber
- 2005-: Chicago Bears